# La rete (film)
La rete è un film per la televisione del 1970 diretto da Gianni Serra. Il film è interpretato da Nicoletta Rizzi, protagonista, e da numerosi attori professionisti.

## Produzione

### Origine del film
Gli sceneggiatori Fabrizio Onofri e Silvio Maestranzi ed il regista Gianni Serra misero mano agli atti del processo istruito nel 1960, durante la guerra d'Algeria, dal governo francese contro numerosi appartenenti alla Rete Jeanson, il gruppo che aiutava i ribelli algerini.
I responsabili dell'ideazione e della realizzazione del film ritenevano il tema di stretta attualità politica, riferibile ai moti del Sessantotto italiano, a dimostrazione che l'azione di piccoli gruppi può innescare importanti processi di trasformazione politica e sociale. Infatti il Sessantotto italiano, iniziato con le proteste studentesche, rapidamente si trasformò in un movimento più ampio di richiesta di radicali trasformazioni sociali. In poco tempo cambiò il rapporto tra le generazioni e tra i sessi, le istituzioni culturali furono investite dal movimento di protesta e una moltitudine di giovani si riappropriò della politica in modo diretto e originale. Questa grande ondata di rinnovamento portò a ridiscutere i rapporti tra le classi sociali, anche quelle più emarginate, e tra gli individui, con il riconoscimento di importanti diritti sociali e civili: nacque lo Statuto dei diritti dei lavoratori, vennero approvate le leggi sul divorzio, sull'aborto e sulla chiusura dei manicomi, il diritto di famiglia venne riscritto.
Personaggio centrale della ricostruzione cinematografica fu l'esponente delle rete Hèlène Cuénat, interpretata da Nicoletta Rizzi. Hélène Cuénat, presente durante le riprese svoltesi negli studi Rai di Milano, fornì una collaborazione indispensabile per l'atmosfera della ricostruzione.
Il film fu in sostanza un primo discorso, in televisione e anche nel cinema, sul ruolo delle forze extraparlamentari di sinistra e sull'importanza di una mobilitazione dell'opinione pubblica.
La rete fu prodotto dalla Rai e realizzato in uno studio di Milano. Il film fu inserito in una serie denominata “Teatro Inchiesta”.

### Tecnica realizzativa
Come per Il processo Cuocolo, realizzato nel 1969, La rete proseguì e perfezionò una nuova procedura tecnica per la realizzazione negli studi televisivi.
Per la prima volta in televisione, fu adottato un particolare tipo di lavorazione, che il regista Gianni Serra ideò e continuò ad usare anche per le opere successive di questo genere. Il tipo di lavorazione consisteva nel riprendere le immagini con una sola telecamera (anche a mano, fatto inusuale in uno studio televisivo) e poi riversare il materiale magnetico registrato in ampex su pellicola cinematografica tramite un'apparecchiatura chiamata vidigrafo, montando il materiale in una fase successiva, con la classica moviola cinematografica.
Con questo nuovo sistema di lavoro, quello che si sarebbe dovuto realizzare, in teoria, in 15 giorni di riprese in studio, comportava molti mesi di lavoro. Seguiva lo stesso criterio di lavorazione di un film, ma paradossalmente - dato che nella Rai di allora il consumo di pellicola non costava nulla, cioè non entrava nei consuntivi - con notevole risparmio economico.
Questo modo nuovo di fare televisione non rappresentava affatto il tentativo di fare diventare in qualche modo cinema la televisione: l'intento, al contrario, era quello di cercare un modo di raccontare più libero e fluido, rispetto a quello in uso, tradizionale, mettendo certamente a frutto l'esperienza del cinema, in particolare del montaggio, ma col desiderio di sperimentare nuovi sistemi, nuovi metodi di lavoro, una nuova poetica delle immagini televisive.

## Distribuzione
Distribuzione televisiva SACIS.

### Promozione
L'accoglienza che ebbe il film fu particolare. Produttori cinematografici, distributori, agenti come Lu Leone della William Morris organizzarono moltissime proiezioni, affollate e applaudite. I più noti esponenti della cultura e degli autori cinematografici parteciparono a queste proiezioni e si fecero promotori a che il film venisse diffuso non solo in Italia.

## Riconoscimenti
- Il film è dal 1970 nel Patrimonio Langlois della Cinémathèque di Parigi, dove è stato proiettato nel corso di una rassegna cinematografica internazionale.
- Nel 1971 è stato presentato alla Rassegna Cinematografica Internazionale di Rapallo e, negli anni, proiettato in varie università italiane.
- Ha rappresentato l'Italia al Convegno Internazionale organizzato dalla BBC a Londra nel 1972.